# Bondsrepubliek Duitsland op de Olympische Winterspelen 1968
Tijdens de Olympische Winterspelen van 1968, die in Grenoble (Frankrijk) werden gehouden, nam de Bondsrepubliek Duitsland (informeel: West-Duitsland) voor de eerste keer deel naast een team uit de DDR. In Grenoble voerden beide Duitslanden nog wel de vlag en het volkslied (Ode an die Freude) van het Duitse eenheidsteam.

## Medailleoverzicht
| Sport              | Olympiër                          | Discipline    | Medaille |
| ------------------ | --------------------------------- | ------------- | -------- |
| Noordse combinatie | Franz Keller                      | mannen        | Goud     |
| Schaatsen          | Erhard Keller                     | 500 m (m)     | Goud     |
| Bobsleeën          | Horst Floth Josef Bader           | 2-mansbob (m) | Zilver   |
| Rodelen            | Christa Schmuck                   | vrouwen       | Zilver   |
| Kunstrijden        | Margot Glockshuber Wolfgang Danne | paarrijden    | Brons    |
| Rodelen            | Angelika Dünhaupt                 | vrouwen       | Brons    |
| Rodelen            | Wolfgang Winkler Fritz Nachmann   | dubbel        | Brons    |

## Deelnemers en resultaten

### Alpineskiën
| Olympiër            | Discipline       | Resultaat | Prestatie                   |
| ------------------- | ---------------- | --------- | --------------------------- |
| Dieter Fersch       | afdaling (m)     | 19e       | 2.03,41 (+3,56)             |
| Alfred Hagn         | slalom (m)       | 16e       | 1.44,65 (+4,92)             |
| Sepp Heckelmiller   | reuzenslalom (m) | 24e       | 3.38,95 (+9,67)             |
| Luggi Leitner       | afdaling (m)     | 12e       | 2.02,54 (+2,69)             |
| Luggi Leitner       | reuzenslalom (m) | 23e       | 3.38,85 (+9,57)             |
| Luggi Leitner       | slalom (m)       | 12e       | 1.43,50 (+3,77)             |
| Willi Lesch         | reuzenslalom (m) | 22e       | 3.38,83 (+9,55)             |
| Willi Lesch         | slalom (m)       | dq-2      | diskwalificatie run 2       |
| Gerhard Prinzing    | afdaling (m)     | 7e        | 2.02,10 (+2,25)             |
| Gerhard Prinzing    | reuzenslalom (m) | dq-1      | diskwalificatie run 1       |
| Max Rieger          | slalom (m)       | 20e       | 1.45,38 (+5,65)             |
| Franz Vogler        | afdaling (m)     | 15e       | 2.02,94 (+3,09)             |
|                     |                  |           |                             |
| Burgl Färbinger     | afdaling (v)     | 14e       | 1.44,29 (+3,42)             |
| Burgl Färbinger     | reuzenslalom (v) | 10e       | 1.57,20 (+5,23)             |
| Burgl Färbinger     | slalom (v)       | 6e        | 1.28,90 (+3,04) 42,70+46,20 |
| Margret Hafen       | afdaling (v)     | 19e       | 1.45,33 (+4,46)             |
| Margret Hafen       | reuzenslalom (v) | 18e       | 1.58,47 (+6,50)             |
| Christl Hintermaier | slalom (v)       | 16e       | 1.34,62 (+8,76)             |
| Christine Laprell   | afdaling (v)     | 24e       | 1.47,62 (+6,75)             |
| Christine Laprell   | reuzenslalom (v) | 15e       | 1.58,12 (+6,15)             |
| Christine Laprell   | slalom (v)       | 10e       | 1.31,25 (+5,39)             |
| Rosi Mittermaier    | afdaling (v)     | 25e       | 1.47,73 (+6,86)             |
| Rosi Mittermaier    | reuzenslalom (v) | 20e       | 1.58,75 (+6,78)             |
| Rosi Mittermaier    | slalom (v)       | dq-2      | diskwalificatie run 2       |

### Biatlon
| Olympiër                                                  | Discipline             | Resultaat | Prestatie                                                                            |
| --------------------------------------------------------- | ---------------------- | --------- | ------------------------------------------------------------------------------------ |
| Theo Merkel                                               | 20 km (m)              | 12e       | 1:22.10,5 (+8.24,6) pen.: 4                                                          |
| Gerhard Gehring                                           | 20 km (m)              | 32e       | 1:28.26,8 (+14.40,9) pen.: 8                                                         |
| Xaver Kraus                                               | 20 km (m)              | 39e       | 1:30.40,2 (+16.54,3) pen.: 12                                                        |
| Herbert Hindelang                                         | 20 km (m)              | 41e       | 1:31.48,5 (+18.02,6) pen.: 10                                                        |
| Herbert Hindelang Theo Merkel Xaver Kraus Gerhard Gehring | 4x7,5 km estafette (m) | 9e        | 2:29.56,6 (+16.54,2) pen.: 6 (2 / 0 / 2 / 2) (40.11,4 / 35.38,9 / 37.03,6 / 37.02,7) |

### Bobsleeën
| Olympiër                                                            | Discipline                      | Resultaat | Prestatie                                               |
| ------------------------------------------------------------------- | ------------------------------- | --------- | ------------------------------------------------------- |
| Horst Floth Josef Bader                                             | 2-mansbob (m) West-Duitsland I  | Zilver    | 4.41,54 (1.10,76 / 1.10,43 / 1.10,20 / 1.10,15)         |
| Wolfgang Zimmerer Peter Utzschneider                                | 2-mansbob (m) West-Duitsland II | 7e        | 4.46,40 (+4,86) (1.12,36 / 1.11,94 / 1.10,77 / 1.11,33) |
| Horst Floth Willi Schäfer Frank Lange Josef Bader                   | 4-mansbob (m) West-Duitsland I  | 5e        | 2.18,33 (+0,94) (1.10,49 / 1.07,84)                     |
| Wolfgang Zimmerer Stefan Gaisreiter Hans Baumann Peter Utzschneider | 4-mansbob (m) West-Duitsland II | 9e        | 2.19,47 (+2,08)                                         |

### Kunstrijden
| Olympiër                             | Discipline | Resultaat | Prestatie                |
| ------------------------------------ | ---------- | --------- | ------------------------ |
| Peter Krick                          | mannen     | 12e       | pc. 104,0; 1723,2 punten |
| Jürgen Eberwein                      | mannen     | 24e       | pc. 219,0; 1530,3 punten |
| Monika Feldmann                      | vrouwen    | 10e       | pc. 99,0; 1687,1 punten  |
| Petra Ruhrmann                       | vrouwen    | 17e       | pc. 161,0; 1611,2 punten |
| Eileen Zillmer                       | vrouwen    | 19e       | pc. 171,0; 1600,3 punten |
| Margot Glockshuber Wolfgang Danne    | paarrijden | Brons     | pc. 30,0; 304,4 punten   |
| Gudrun Hauss Walter Häfner           | paarrijden | 8e        | pc. 67,0; 293,6 punten   |
| Marianne Streifler Herbert Wiesinger | paarrijden | 11e       | pc. 100,0; 282,7 punten  |

### Langlaufen
| Olympiër                                                  | Discipline            | Resultaat | Prestatie                                                    |
| --------------------------------------------------------- | --------------------- | --------- | ------------------------------------------------------------ |
| Karl Buhl                                                 | 15 km (m)             | 20e       | 50.38,1 (+2.43,9)                                            |
| Karl Buhl                                                 | 30 km (m)             | 31e       | 1:42.52,2 (+7.13,0)                                          |
| Walter Demel                                              | 15 km (m)             | 12e       | 49.38,4 (+1.44,2)                                            |
| Walter Demel                                              | 30 km (m)             | 9e        | 1:37.49,2 (+2.10,0)                                          |
| Walter Demel                                              | 50 km (m)             | 9e        | 2:31.14,4 (+2.28,6)                                          |
| Klaus Ganter                                              | 15 km (m)             | 39e       | 52.30,0 (+4.35,8)                                            |
| Klaus Ganter                                              | 50 km (m)             | dnf       | opgave                                                       |
| Helmut Gerlach                                            | 15 km (m)             | 38e       | 52.21,8 (+4.27,6)                                            |
| Helmut Gerlach                                            | 50 km (m)             | 33e       | 2:41.55,8 (+13.10,0)                                         |
| Karlheinz Scherzinger                                     | 30 km (m)             | 48e       | 1:47.08,7 (+11.29,5)                                         |
| Herbert Steinbeißer                                       | 30 km (m)             | 46e       | 1:46.31,2 (+10.52,0)                                         |
| Siegfried Weiß                                            | 50 km (m)             | 43e       | 2:46.53,4 (+18.07,6)                                         |
| Helmut Gerlach Walter Demel Herbert Steinbeißer Karl Buhl | 4x10 km estafette (m) | 8e        | 2:19.37,6 (+11.04,1) (34.53,5 / 33.42,2 / 35.27,1 / 35.34,8) |
|                                                           |                       |           |                                                              |
| Barbara Barthel                                           | 5 km (v)              | 29e       | 18.20,0 (+1.34,8)                                            |
| Barbara Barthel                                           | 10 km (v)             | dnf       | opgave                                                       |
| Michaela Endler                                           | 5 km (v)              | 25e       | 17.59,2 (+1.14,0)                                            |
| Michaela Endler                                           | 10 km (v)             | 26e       | 41.01,1 (+4.14,6)                                            |
| Monika Mrklas                                             | 5 km (v)              | 17e       | 17.32,5 (+47,3)                                              |
| Monika Mrklas                                             | 10 km (v)             | 20e       | 39.58,2 (+3.11,7)                                            |
| Michaela Endler Barbara Barthel Monika Mrklas             | 3x5 km estafette (v)  | 7e        | 1:01.49,3 (+4.19,3) (20.11,4 / 21.14,2 / 20.23,7)            |

### Noordse combinatie
| Olympiër        | Discipline | Resultaat | Prestatie                                     |
| --------------- | ---------- | --------- | --------------------------------------------- |
| Franz Keller    | mannen     | Goud      | 449,04 punten schans: 240,1 p 15 km: 208,94 p |
| Günther Naumann | mannen     | 14e       | 410,89 punten schans: 190,0 p 15 km: 220,89 p |
| Alfred Winkler  | mannen     | 25e       | 381,59 punten schans: 192,8 p 15 km: 188,79 p |
| Hans Rudhardt   | mannen     | 29e       | 374,74 punten schans: 195,4 p 15 km: 179,34 p |

### Rodelen
| Olympiër                        | Discipline | Resultaat | Prestatie                               |
| ------------------------------- | ---------- | --------- | --------------------------------------- |
| Hans Plenk                      | mannen     | 6e        | 2.53,67 (+1,19) (57,30 / 58,37 / 58,00) |
| Leonhard Nagenrauft             | mannen     | 9e        | 2.54,71 (+2,23)                         |
| Wolfgang Winkler                | mannen     | 11e       | 2.55,35 (+2,87)                         |
| Fritz Nachmann                  | mannen     | 17e       | 2.56,41 (+3,93)                         |
| Christa Schmuck                 | vrouwen    | Zilver    | 2.29,37 (+0,71) (49,15 / 49,84 / 50,38) |
| Angelika Dünhaupt               | vrouwen    | Brons     | 2.29,56 (+0,90) (49,34 / 49,88 / 50,34) |
| Ute Gähler                      | vrouwen    | 8e        | 2.30,42 (+1,76) (49,78 / 49,93 / 50,71) |
| Wolfgang Winkler Fritz Nachmann | dubbel     | Brons     | 1.37,29 (+1,44) (48,00 / 49,29)         |
| Hans Plenk Bernhard Aschauer    | dubbel     | 4e        | 1.37,61 (+1,76) (48,70 / 48,91)         |

### Schaatsen
| Olympiër            | Discipline   | Resultaat | Prestatie         |
| ------------------- | ------------ | --------- | ----------------- |
| Herbert Höfl        | 500 m (m)    | 11e       | 41,0 (+0,7)       |
| Erhard Keller       | 500 m (m)    | Goud      | 40,3              |
| Günter Traub        | 500 m (m)    | 31e       | 42,5 (+2,2)       |
| Günter Traub        | 1500 m (m)   | 15e       | 2.07,7 (+4,3)     |
| Günter Traub        | 5000 m (m)   | 13e       | 7.40,4 (+18,0)    |
| Günter Traub        | 10.000 m (m) | 11e       | 16.01,3 (+37,7)   |
| Jürgen Traub        | 1500 m (m)   | 22e       | 2.10,2 (+6,8)     |
| Jürgen Traub        | 5000 m (m)   | 20e       | 7.55,3 (+32,9)    |
| Jürgen Traub        | 10.000 m (m) | 18e       | 16.33,8 (+1.10,2) |
| Gerd Zimmermann     | 500 m (m)    | 19e       | 41,5 (+1,2)       |
|                     |              |           |                   |
| Paula Dufter        | 1500 m (v)   | 30e       | 2.45,2 (+22,8)    |
| Paula Dufter        | 3000 m (v)   | 19e       | 5.27,0 (+30,8)    |
| Evi Sappl           | 500 m (v)    | 12e       | 47,4 (+1,3)       |
| Evi Sappl           | 1000 m (v)   | 17e       | 1.37,4 (+4,8)     |
| Hildegard Sellhuber | 500 m (v)    | 21e       | 48,4 (+2,3)       |
| Hildegard Sellhuber | 1000 m (v)   | 16e       | 1.37,2 (+4,6)     |
| Hildegard Sellhuber | 1500 m (v)   | 9e        | 2.27,5 (+5,1)     |

### Schansspringen
| Olympiër        | Discipline         | Resultaat | Prestatie                 |
| --------------- | ------------------ | --------- | ------------------------- |
| Günther Göllner | normale schans (m) | 10e       | 207,1 punten (76,5+73,5m) |
| Günther Göllner | grote schans (m)   | 29e       | 183,5 punten (93,0+85,0m) |
| Heini Ihle      | normale schans (m) | 22e       | 197,4 punten (75,5+70,0m) |
| Heini Ihle      | grote schans (m)   | 46e       | 156,4 punten (82,0+84,5m) |
| Franz Keller    | grote schans (m)   | 36e       | 174,1 punten (90,5+84,0m) |
| Henrik Ohlmeyer | normale schans (m) | 28e       | 193,6 punten (75,0+67,5m) |
| Henrik Ohlmeyer | grote schans (m)   | 33e       | 177,9 punten (90,5+86,0m) |

### IJshockey
| Olympiër | Discipline | Resultaat | Prestatie |
| --- | ---------- | --------- | --- |
| Ernst Köpf Bernd Kuhn Lorenz Funk Gustav Hanig Horst Meindl Heinz Weisenbach Leonhard Waitl Heinz Bader Sepp Schramm Günther Knauss Hans Schichtl Josef Völk Rudolf Thanner Manfred Gmeiner Peter Lax Josef Reif Alois Schloder Otto Schneitberger | mannen     | 7e        | kwalificatieronde: 7- 0 West-Duitsland - Roemenië A-groep (1e-8e plaats): 1- 6 West-Duitsland - Canada 1- 5 West-Duitsland - Tsjecho-Slowakije 4- 5 West-Duitsland - Zweden 1- 9 West-Duitsland - Sovjet-Unie 1- 8 West-Duitsland - Verenigde Staten 1- 4 West-Duitsland - Finland 4- 2 West-Duitsland - DDR |

Argentinië · Australië · Bondsrepubliek Duitsland · Bulgarije · Canada · Chili · Denemarken · Duitse Democratische Republiek · Finland · Frankrijk · Griekenland · Groot-Brittannië · Hongarije · IJsland · India · Iran · Italië · Japan · Joegoslavië · Libanon · Liechtenstein · Marokko · Mongolië · Nederland · Nieuw-Zeeland · Noorwegen · Oostenrijk · Polen · Roemenië · Sovjet-Unie · Spanje · Tsjecho-Slowakije · Turkije · Verenigde Staten · Zuid-Korea · Zweden · Zwitserland